# Марюс Януконіс
Марюс Януконіс (лит. Marius Janukonis; нар. 18 жовтня 1970, Вільнюс, Литовська РСР, СРСР) — литовський державний діяч, дипломат. Надзвичайний і Повноважний Посол Литви в Україні (2015—2020). Володіє українською мовою.

## Життєпис
Народився 18 жовтня 1970 року у Вільнюсі. У 1993 закінчив Вільнюський університет, факультет природничих наук. У 2001 році магістратуру Вільнюського університету, факультет права.
У 1995–1998 рр. — Третій секретар, другий секретар Відділу Центральної Європи, Політичного департаменту Міністерства закордонних справ Литви.
У 1998–2003 рр. — Помічник з питань зовнішньої політики при Президентові Литовської Республіки.
У 2003 році — Радник Відділу Східної Європи і Центральної Азії Міністерства закордонних справ Литви.
У 2003–2007 рр. — Радник, Заступник Глави Посольства Литви у Білорусі.
У 2006–2007 рр. — Тимчасовий повірений у справах Литви в Білорусі.
У 2007–2009 рр. — Директор Департаменту Північної і Центральної Європи; Директор Департаменту регіональної співпраці Міністерства закордонних справ Литви.
У 2009–2010 рр. — Директор Департаменту країн Європи МЗС Литви.
У 2010–2014 рр. — Повноважний міністр, заступник Глави місії Посольство Литовської Республіки у Києві.
У 2014–2015 рр. — Директор департаменту політики Східного сусідства Міністерства закордонних справ Литви.
З 31 березня 2015 — Надзвичайний і Повноважний Посол Литви в Україні. Марюс Януконіс підтримав ініціативу свого попередника на посаді посла Пятраса Вайтєкунаса з відтворення надгробку князю Костянтину Острозькому в Успенському соборі Києво-Печерської лаври. 14 вересня 2016 р. проєкт схвалив Комітет із закордонних справ Сейму Литви.
8 грудня 2019 поблизу передових позицій 72-ї окремої механізованої бригади імені Чорних Запорожців голова СУВД митрополит ПЦУ Іоан (Яременко) разом із послом Литви в Україні Марюсом Януконісом та головою БФ «Корона князів Острозьких» Робертасом Габуласом передали в дар командиру бригади ікону Пресвятої Богородиці - Покровительки українських воїнів.
Після звільнення з посади посла в Україні, працював Послом із особливих доручень в МЗС Литви (з квітня 2020 до травня 2021 року). Протягом травня 2021-грудня 2022 року був директором департаменту Комунікації та культурної дипломатії в МЗС Литви.
З січня 2023 року є директором департаменту стратегічного управління та аналізу в МЗС Литовської республіки.

## Сімʼя
- Дружина Лоліта Януконене (лит. Lolita Janukoniene).[8]